# USS Luce (DD-522)
Pour les autres navires du même nom, voir USS Luce.
L'USS Luce (DD-522) est un destroyer de classe Fletcher en service dans la Marine des États-Unis (US Navy) pendant la Seconde Guerre mondiale. Il est nommé en l'honneur du contre-amiral Stephen B. Luce (1827–1917). 

## Construction
Sa quille est posée le 24 août 1942 à Staten Island (État de New York) par la société Bethlehem Steel au chantier naval Bethlehem Mariners Harbor. Il est lancé le 6 mars 1943 ; parrainé par Mme Stephen B. Luce Jr., épouse du contre-amiral Stephen Luce ; et mis en service le 21 juin 1943 sous le commandement du commander Donald Cord Varian.

## Historique

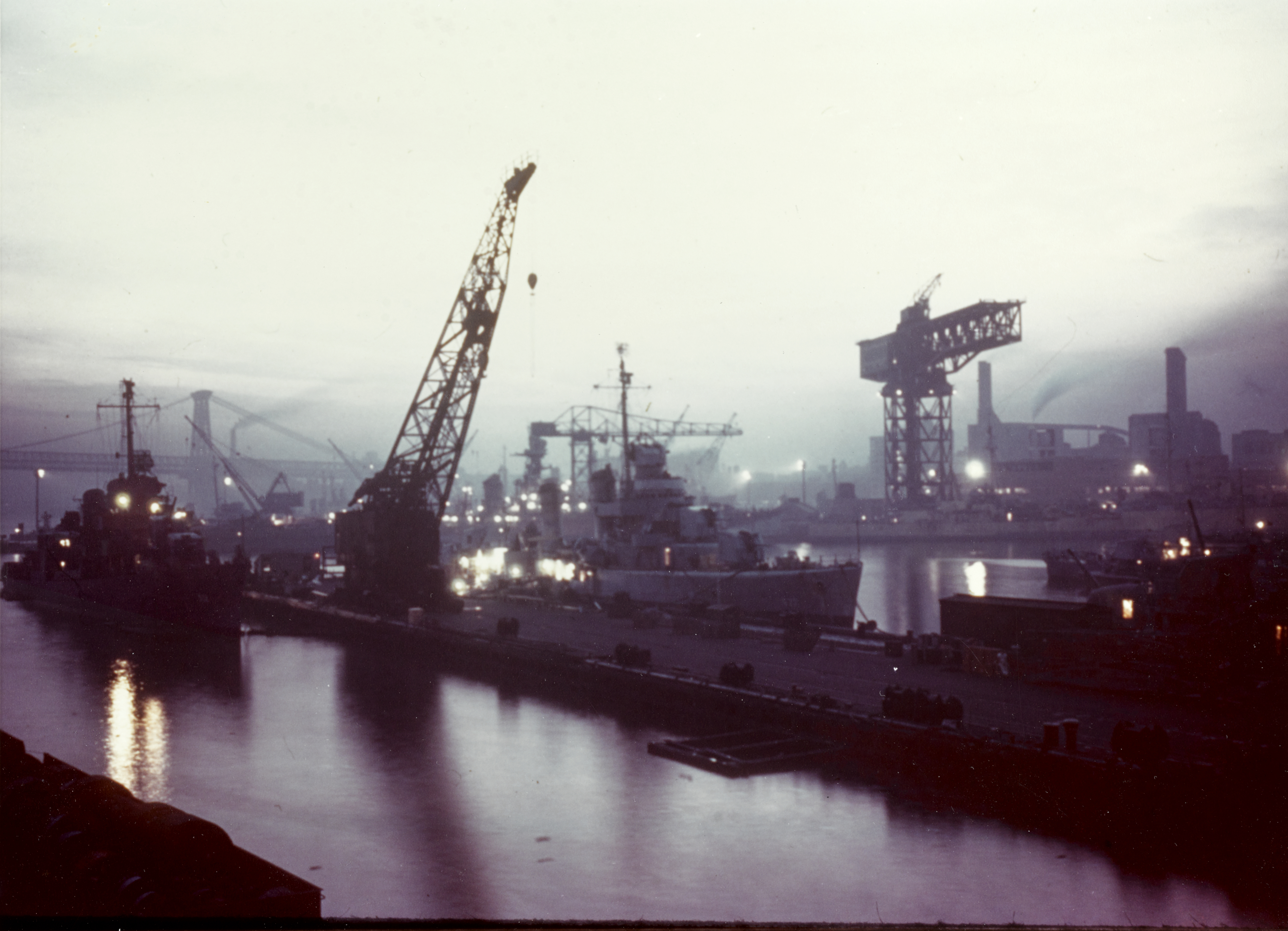
Le Luce (à gauche) à quai au chantier naval de Brooklyn entre juin 1943 et septembre 1943.

Il se rend dans le Pacifique à l'automne et opère de novembre 1943 à août 1944 dans les régions d'Alaska et des îles Aléoutiennes. Les 3 et 4 février, et en juin 1944, le Luce participa à trois bombardements d'installations japonaises dans les îles Kouriles. Plus tard dans l’année, le destroyer se rendit dans le Pacifique Sud et, en octobre, prit part à l’invasion de Leyte. Il opéra dans des missions d'escorte et de patrouille dans les îles de l'Amirauté et au large de la Nouvelle-Guinée pendant le reste de 1944.
En janvier 1945, le Luce participa à des débarquements amphibies pendant l'invasion du golfe de Lingayen et à San Antonio, dans la région de Leyte. Il fit partie de la vaste flotte soutenant l'invasion d'Okinawa à la fin du mois de mars. Il opéra au large de l'île en tant que piquet radar pour avertir des raids aériens japonais. Vers 7h40, le 4 mai 1945, des avions kamikazes japonais sont interceptés par la patrouille aérienne de combat à proximité du Luce. Deux avions ennemis évitent les intercepteurs et attaquent le navire par le coté. Le Luce en abat un, mais l'explosion de la bombe qu'il transporte provoque une panne d'électricité. Incapable d'utiliser ses canons à temps, il est frappé à l'arrière par le second kamikaze. Le moteur bâbord s'éteint, les espaces techniques sont inondés et le gouvernail se bloque. À 8h14, le Luce prend une forte gîte sur tribord et l'ordre d'abandonner le navire est donné. Quelques instants plus tard, il glisse sous la surface dans une violente explosion, emportant avec lui 126 de ses 312 officiers et hommes.

## Décorations
Le Luce a reçu cinq battle stars pour son service pendant la Seconde Guerre mondiale.